# Salt of the Earth
Salt of the Earth är en låt av det engelska rockgruppen The Rolling Stones skriven av bandmedlemmarna Mick Jagger och Keith Richards. På låten medverkar inte gruppens dåvarande gitarrist Brian Jones och låten släpptes på albumet Beggars Banquet från 1968. Låten har endast spelats live sex gånger, varav tre gånger var 1989/1990 Steel Wheels/Urban Jungle Tour där gruppen fick sällskap av Axl Rose och Izzy Stradlin från Guns N 'Roses. Låten utfördes av Jagger/Richards för 2001 års The Concert for New York City till minne av den 11 september samma år.